# Carlos Figueroa Serrano
Carlos Marcos Exequiel Figueroa Serrano (Angol, 28 de noviembre de 1930) es un abogado, académico y político democratacristiano chileno. Se desempeñó como ministro de Estado durante los gobiernos de los presidentes Eduardo Frei Montalva y Eduardo Frei Ruiz-Tagle.

## Familia y estudios
Hijo de Carlos Figueroa Unzueta y de Isabel Serrano Menchaca, realizó sus estudios primarios y secundarios en el Colegio de los Sagrados Corazones de Santiago. Luego, cursó los superiores en la carrera de derecho en la Universidad de Chile, jurando como abogado en 1957.
Se desempeñó como profesor de derecho procesal en la Pontificia Universidad Católica (PUC) desde 1960. Fue abogado integrante de la Corte de Apelaciones de Santiago los años 1971 y 1972.
Está casado con Sara Guzmán Valdés, con quien tuvo siete hijos.

## Carrera política

### Inicios y colaborador de Frei Montalva
Ingresó al Partido Demócrata Cristiano en 1957, el año de fundación de la tienda política.
Durante el gobierno del presidente Eduardo Frei Montalva ocupó los cargos de subsecretario de Agricultura en pleno proceso de Reforma Agraria (1967) y luego el de ministro de Economía, Fomento y Reconstrucción (1969-1970), subrogando varias carteras más como Tierras y Colonización, Relaciones Exteriores y la propia de Agricultura.
Entre 1972 y 1973 fue el encargado de comunicaciones de la campaña a senador de Frei Montalva.

### Gobiernos de la Concertación
En 1988 fue subsecretario ejecutivo de la campaña por el No en el plebiscito del 5 de octubre de ese año que consiguió, a la postre, desplazar del poder al general Augusto Pinochet. Luego se desempeñó como jefe del área de comunicaciones y publicidad de la campaña presidencial de Patricio Aylwin, primer mandatario del país entre 1990 y 1994.
Tras asumir el gobierno el presidente Eduardo Frei Ruiz-Tagle una vez concluido el mandato de Aylwin, fue nombrado como ministro de Relaciones Exteriores y al breve tiempo como ministro del Interior.
Luego de dejar su último cargo en la administración, en 1998, aduciendo razones de salud, se unió a la campaña presidencial del senador Andrés Zaldívar, la cual finalmente no llegó cuajar.
También se desempeñó como embajador de Chile en Argentina, una de las representaciones diplomáticas más estratégicas para el país andino.
Participó del Tribunal Supremo del Partido Demócrata Cristiano como presidente.

## Actividad en medios de comunicación
Figueroa tuvo una activa participación en medios de comunicación. Fue presidente de la Asociación de Radiodifusores de Chile (Archi), entre 1972 y 1978, y consejero de la Asociación Internacional de Radiodifusión (Air), entre 1973 y 1979.
También participa en el directorio de la sociedad que maneja Radio Cooperativa, una de las más influyentes de Chile.